# C&C Media
株式会社C&C Media，是日本的一家网络公司，业务涉及门户网站服务提供、网络游戏运营和对网吧游戏提供支持。原为株式会社ATLUS的连接子公司，2010年4月1日所有股票被转让至中国大陆游戏企业北京完美时空网络技术有限公司在荷兰开设的分公司Perfect World Europe B.V.旗下。
该公司现为日本最大的网络游戏运营商，全日本2600余家网吧店铺中，有2100家店铺纳入了C&C Media的销售范围。

## 简历
- 2001年6月15日 - 公司成立。
- 2003年2月6日 - 关联子公司——株式会社CCO设立。
- 2010年3月26日 - 完美时空宣布收购C&C Media，收购额为约2100万美元。[3]。消息称该收购案起因为时任公司CEO近石健介热衷于运营中国产网络游戏，但公司股东偏向于韩国网络游戏，对中国网络游戏持排斥态度，该矛盾在2009年末激化。[2]
- 2010年4月1日 - 母公司变更。

## 门户网站运营
该公司运营着网络游戏门户MK-STYLE。

## 运营的网络游戏

### 目前运营中
- 《完美世界》（パーフェクト ワールド -完美世界-，2007年4月9日正式运营）
- 《武林外传》（夢世界-武林外伝-，2008年2月29日正式运营）
- 《诛仙》（LEGEND of CHUSEN-誅仙-，2008年11月18日正式运营）
- 《赤壁》（セキヘキ，2009年6月22日正式运营）
- 《星空幻想》（Tartaros-タルタロス-，2010年1月27日正式运营）

### 曾经运营
- 《精灵》（プリストンテール，现在由日本Arario运营中）
- 《BLACKSHOT》（2009年6月29日正式运营，2010年12月15日运营终了）

## 关联公司
- CCO